# Бургери Боба
«Бу́ргери Бо́ба» (також «Заку́сочна Бо́ба», англ. Bob's Burgers) — американський анімаційний телесеріал, створений актором озвучення Лореном Бушаром за підтримки компанії «20th Century Studios». Прем'єра відбулася 9 січня 2011 року на телеканалі «Fox».

## Сюжет
Головні герої мультсеріалу — родина Белчерів (англ. Belcher), власники закусочної Боб і Лінда, та їхні діти — Тіна, Джин і Луїза. Телесеріал «Закусочна Боба» зосереджується на кумедних ситуаціях, які виникають із непереборного протиріччя: Боб та його родина впевнені, що їхній ресторан гамбургерів — найкращий; проте реальність стверджує, що він розташований у невдалому місці і має дуже погане обслуговування та страви. Поведінка й витівки дітей Белчерів також перешкоджають справі родини.
Ідея анімаційного серіалу виникла в Бушара після роботи над фільмом «Домашнє відео» (англ. Home Movies).

## Озвучування і дубляж
- Мультсеріал дубльовано студією «1+1» на замовлення телеканалу «2+2» у 2011 році[1].

Ролі дублювали: Гаррі Джон Бенджамін/Боб — Євген Малуха, Джон Робертс/Лінда — Ольга Радчук, Крістен Шаал/Луїза — Ірина Дорошенко, Євген Мірман/Джин — Ганна Левченко, Ден Мінц/Тіна — Юлія Перенчук, А також: Юрій Коваленко, Анатолій Зіновенко, Андрій Твердак, Олександр Задніпровський та інші.
- Двоголосе закадрове озвучення на замовлення телеканалу «RU Music» Ролі озвучили: Олександр Завальський і Ніна Касторф.